# St. Laurentius (Grunertshofen)

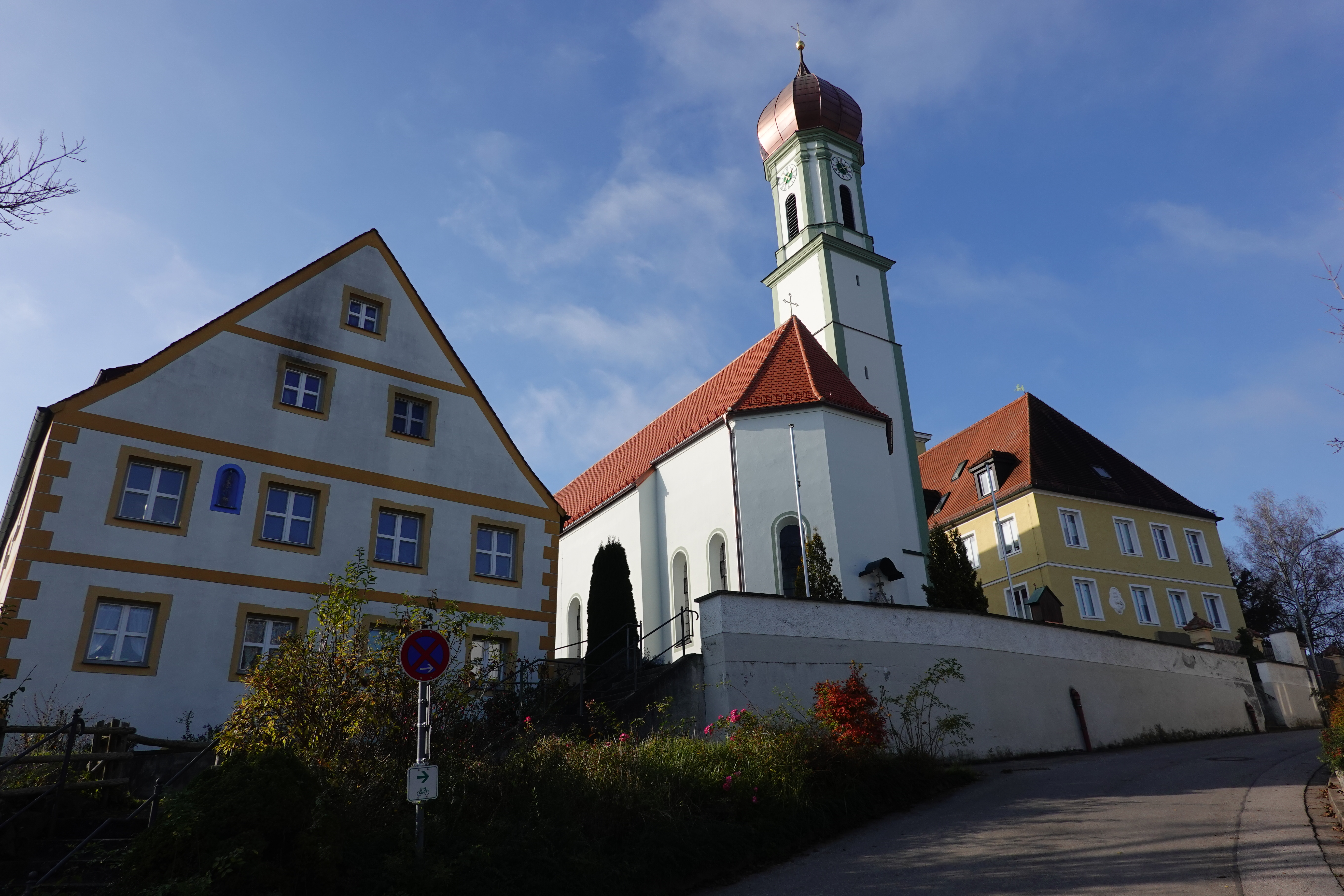
St. Laurentius in Grunertshofen

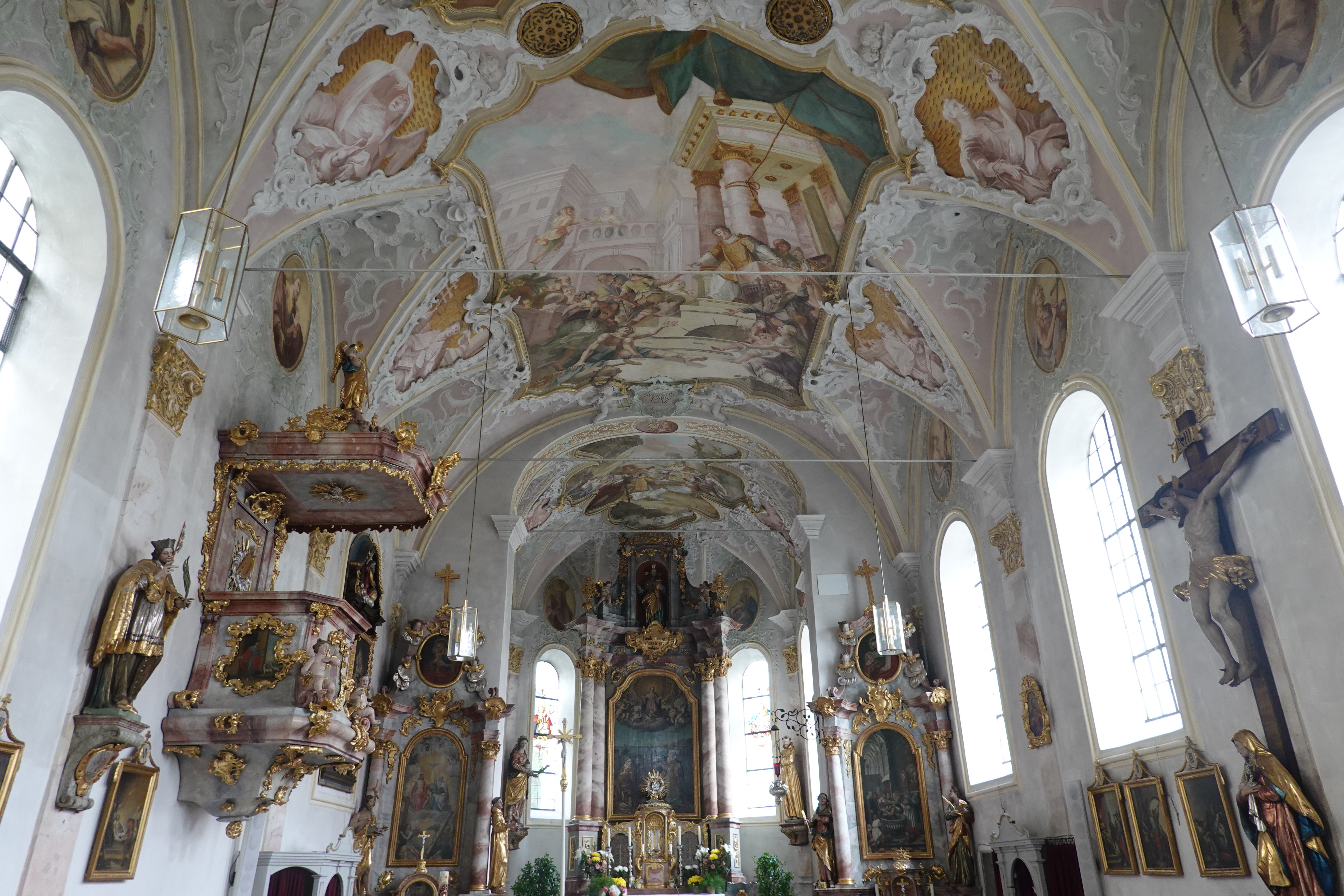
Innenansicht

Die römisch-katholische Pfarrkirche St. Laurentius steht in Grunertshofen, einem Gemeindeteil von Moorenweis im oberbayerischen Landkreis Fürstenfeldbruck. Das Bauwerk ist in der Liste der Baudenkmäler in Moorenweis als Baudenkmal unter der Nr. D-1-79-138-13 eingetragen. Die Pfarrei gehört zum Pfarrverband Mammendorf im Dekanat Fürstenfeldbruck des Erzbistums München und Freising. Kirchenpatron der Kirche ist Laurentius von Rom.

## Beschreibung
Die im 15. Jahrhundert errichtete spätgotische Saalkirche wurde 1603 umgebaut und 1754 bis 1758 barockisiert. Sie besteht aus dem Langhaus, dem eingezogenen, dreiseitig geschlossenen Chor im Osten, einem Vorzeichen im Westen und dem Chorflankenturm auf quadratischem Grundriss an der Nordwand des Chors. Das achteckige, mit Pilastern gegliederte Obergeschoss des mit einer Zwiebelhaube bedeckten Turms enthält den Glockenstuhl und die Turmuhr.
Der Innenraum ist durch die Ausstattung von 1756/57 im Rokokostil geprägt. Die Deckenmalerei mit Szenen aus dem Leben des Laurentius von Rom hat 1757 Johann Anwander ausgeführt. Der Hochaltar wird von den Skulpturen der Maria Magdalena und des Franz von Assisi flankiert. Auf dem Altarretabel ist die Himmelskönigin dargestellt.